# Ouran High School Host Club
Ouran High School Host Club (桜蘭高校ホスト部 Ōran Kōkō Hosuto Kurabu?) este o serie manga creată de Bisco Hatori, serializată în revista lui LaLa, Hakusensha, începând cu 5 august 2003. Seria o are în centru pe Haruhi Fujioka, o studentă bursieră la liceul Ouran, care, într-o zi, sparge o vază de 80,000$ aparținând unui club gazdă numit Ouran, compus din șase băieți super-bogați (și superbi). Pentru a plăti înapoi daunele, ea este nevoită să lucreze pentru club, membrii acestuia confundând-o cu un băiat la început. Pentru că Haruhi a dovedit că are un succes foarte mare la fete, aceștia hotărăsc să nu dezvăluie faptul ca Haruhi este fată. Comedia romantică se concentrează pe relațiile din interiorul și în afara clubului. Manga a fost adaptată într-un serial animat regizat de Takuya Igarashi și produs de Bones, și un roman vizual de către Idea Factory.

## Plot
Haruhi Fujioka este o studentă cu bursă la prestigioasa Academie Ouran, o școală fictivă, situată în Bunkyo, Tokyo. Căutând un loc liniștit pentru a studia, Haruhi descoperă a treia camera de muzică, un loc unde Host Club-ul Academiei Ouran, un grup de șase studenți, se adună pentru a distra clientele, și anume studentele Academiei. În timpul primei întâlniri, Haruhi sparge accidental o vaza antică estimată la ¥ 8000000 (US$80,000 manga în limba Engleză) și i se oferă șansa de a-și plăti datoria lucrând la Club. Părul scurt, ținuta neglijentă și înfățișarea ambiguă sunt motivele pentru care cei șase băieți, inițial, o confundă pe Haruhi cu un băiat. Toți sunt de acord că Haruhi ar fi o 'gazdă' bună, sfătuind-o astfel să se alăture Clubului. În cele din urmă, ea este de acord să devină membru oficial al grupului (îmbrăcată ca un băiat), în scopul de a-și achita datoria cât mai curând. Băieții află mai târziu că ea este, de fapt, o fată, dar decid să păstreze acest lucru secret. Academia Particulară Ouran deține de la grădiniță până la clasa a douăsprezecea (și universitate, de asemenea). Majoritatea elevilor provin din familii bogate, dar, în cazuri speciale, burse de merit sunt acordate studenților excepționali ai nivelurilor sociale mai joase. Motto-ul neoficial al școlii este de "Descendența contează în primul rând, iar averea intr-un al doilea apropiat," însemnând că studenții ale căror familii au un trecut impresionant, dar cu un statut socio-economic scăzut, pot avea prioritate în fața celor din familii bogate.

## Personajele
Tamaki gândise Host Clubul pe când era în clasa a noua, dar l-a înființat după admiterea la liceul Ouran. Membrii Clubului provin din cel mai înalt rang de studenți din Academie, unde, aceste ranguri sunt determinate de filiație și inteligență ("A" este cea mai înalt și "D" la cel mai jos, de obicei, format din copii de liderii Yakuza). Toți membrii Clubului sunt de rang A și au tendința de a fi numărul unu sau doi în clasa lor, provenind din cele mai bogate familii din Japonia, cu excepția lui Haruhi. Gemenii sunt clasați pe locul al patrulea și al cincilea în clasa lor, iar Haruhi (în aceeași clasă cu gemenii) a primit privilegiul special de a fi de rang A din cauza statutului de bursier (ea fiind clasată pe locul numărul unu din anul ei).
Clientele au libertatea de a alege care membru al Clubului le va distra, după placul și interesele fiecăreia. Fiecare membru al Clubului este un specific gen shōjo, conceput pentru a se potrivi gusturilor diferite ale clientelor (genul cool, genul sălbatic/puternic și liniștit, genul loli-shota, genul prinț, genul de mici drăcușori, genul natural). Gemenii, Hikaru si Kaoru Hitachiin, și verii, Takashi Morinozuka ("Mori") și Mitsukuni Haninozuka ("Honey"), își prezintă respectivele lor relații extrem de apropiate spre deliciul clientelor. Haruhi Fujioka, care la început era folosită pe post de cățelul Clubului, pentru a-și plăti datoria de opt milioane de yeni, acum distrează oaspeții cu naturalețea și modestia sa. Tamaki Suou este președintele si liderul Clubului, în timp ce Kyouya Ootori, ca vice-președinte, gestionează toate evenimentele pentru Club. A treia Cameră de Muzică a fost dotată de către Club pentru a se potrivi afacerii lor și, uneori, este elaborat decorată în funcție de o temă specifică, variind de la un paradis tropical la un picnic tradițional, pentru a spori plăcerea clienților și pentru a menține lucrurile interesante.

Membrii Clubului sunt:
Haruhi FujiokaSpre deosebire de alte caractere din Club, ea provine dintr-o familie mai saracă, în schimb, datorită bursei, ea este admisă la Liceul Ouran. Eroina acestei povești ajunge să facă parte dintr-un club de hosting, deghizată în băiat, pentru a plăti o datorie de 8 milioane de yeni după ce sparge accidental o vaza foarte valoroasă. În Club, ea este "Genul Natural". Haruhi poate fi foarte sinceră atunci când vorbește, rănind persoanele din jur fără să vrea. Densitate ei ar putea concura cu a lui Tamaki; în timpul anilor de gimnaziu, ea a avut o mulțime de admiratori, dar în necunoștință de cauză i-a refuzat pe toți. Ea pare a fi singura în măsură să facă deosebire între gemenii Hitachiin. Ceilalți membrii ai Clubului par să dețină unele sentimente pentru ea, dar unii nu realizează, iar alții nu reacționează. În manga, Haruhi în cele din urmă se îndrăgostește de Tamaki, spre nemulțumirea ei.
Tamaki SuouCreatorul și fondatorul clubului, foarte carismatic și fermecător, Tamaki se consideră "Tăticul" grupului, "Genul Prinț" sau "Regele", în Clubul de Hosting. El consideră relația sa cu Haruhi ca fiind de natură paternă, dar este adesea văzut folosindu-se de acest gen de relație pentru a masca sentimentele sale adevărate, și anume faptul că este îndrăgostit de ea. Gemenii folosesc acest lucru in avantajul lor și o tachinează pe Haruhi în fața lui pentru a enerva unul din ei sau chiar pe ambii. Are un interes ciudat față de japonezii de rând și stilul lor de viață, Tamaki mutându-se din Franța in Japonia, la paisprezece ani, în urma unor neînțelegeri familiale. Motivul pentru care a creat un astfel de Club a fost pur și simplu dorința de a-i face pe alții să zâmbească fericiți. Datorită trecutului părinților săi, în urma căruia Tamaki nu-si mai poate vedea mama, el trăiește cu impresia că iubirea poate dezbina familii. El vede Clubul ca pe o familie și refuză să realizeze faptul că este îndrăgostit de Haruhi, în schimb, consideră aceasta dragoste a fi una părintească. De curând, în manga, membrii Clubului reușesc să-l facă pe Tamaki să înțeleagă faptul că vor fi mereu împreună, chiar și după ce el îi va mărturisi lui Haruhi ce simte cu adevărat pentru ea.
Kyoya OotoriVice-președintele Clubului, co-fondator, al treilea fiu al Grupului Ootori. În Club, Kyoya este văzut ca fiind "Genul Cool". El, la fel ca restul membrilor Clubului, este foarte atrăgător. Poartă mereu un clipboard cu el, dar nu se cunoaște ce scrie în el. Din aproape tot ceea ce face, îi iese ceva. Kyoya, de asemenea, i-a cercetat pe toti studenții Academiei Ouran și pare să știe "totul despre toată lumea". El este considerat "Mămica" grupului de către Tamaki. De asemenea, este cunoscut faptul că are grupa sanguină AB și că are tensiunea arterială scăzută, astfel încât, dacă cineva încearcă să-l trezească, v-a avea parte de un Kyouya rău și nefericit. Tamaki este cel mai bun prieten al său.
Hikaru and Kaoru HitachiiniGemenii, spontani și amuzanți, sunt catalogați ca fiind drăcușorii grupului. Hikaru este geamănul mai în vârstă, drăcușorul #1, și Kaoru este geamănul mai mic, drăcușorul #2. Haruhi a fost prima care i-a putut deosebi, în timp ce nici măcar mătușa lor n-a putut. Contribuția lor la Club este atunci când se desfășoară obișnuita lor "dragoste fraternă interzisă", cu teme sugestive, pe placul clienților, cu Hikaru ca "seme", iar Kaoru, "uke". Deoarece Haruhi a fost una dintre primele și puținele persoane ce-i pot deosebi, Hikaru și Kaoru țin foarte mult la ea. Mai târziu în manga, Kaoru lasă deoparte sentimentele sale pentru a-l ajuta pe Hikaru, care este decis să "concureze" corect cu Tamaki, încă de când a evenit conștient de sentimentele sale pentru Haruhi.
Mitsukuni HaninozukaCunoscut sub numele de "Honey" (sau "Hunny", conform cu manga), în Club, el este genul "Loli-Shota". Arată mai mult a copil de grădiniță, decât a student de 17 ani, fapt ce îi scuză comportamentul drăguț și faptul că poartă mereu un iepuraș jucărie, Usa-chan/Bun-bun. Tot ce face, în principal în club, este faptul că mânca mereu prăjituri cu clienții săi. Este foarte puternic pentru statura sa, venind dintr-o familie ce practică artele marțiale și este foarte aproapiat de vărul său, Mori. De fapt, este atât de atras de artele marțiale, că, după spusele Ministerului Japonez al Apărării, în cazul în care el și-ar folosi vreodată capacitățile la maxim, el ar putea fi clasificat ca fiind o armă de distrugere în masă. Iubește iepurașii drăguți, și mănâncă o mulțime de prăjituri, făcându-și fratele mai mic, Yasuchika "Chika" Haninozuka, să-l vădă ca pe un ciudat, deși îi admiră abilitățile în arte marțiale. Honey este, de asemenea, campion la judo si karate la școală.
Takashi MorinozukaDe asemenea, cunoscut sub numele de "Mori", caracterul său este de genul puternic și tăcut sau sălbatic. Este cel mai inalt și mai tăcut membru al grupului. Forța sa poate fi comparată cu a lui Honey, dar în loc de arte marțiale, Mori practică de fapt kendo, și se întâmplă să fie campion la Kendo, în școală. Mori și-a dedicat viața lui Honey, prin protejarea acestuia și nu numai, el devine emoțional când Honey are probleme. Este foarte aproapiat și de alți membrii ai clubului și mulți colegi îi admiră firea liniștită, chiar blândă, în ciuda aspectului său ce intimidează. Vorbește de obicei numai atunci când este necesar, și răspunde, în general la întrebări, monosilabic. Familia lui Mori a servit familiei lui Honey până ce o căsătorie între membrii celor două clanuri a avut loc, transformându-i pe Mori și Honey în veri. Chiar dacă legătura șef-angajat a fost ruptă din punct de vedere tehnic, Mori încă servește cu credință în calitate de gardian al lui Honey, dar și ca cel mai bun prieten. El are, de asemenea, un frate, Satoshi Morinozuka, care, spre deosebire de Chika, îl laudă.